# I (jornal)
O i (grafado com um I minúsculo) é um jornal português. Lançado a 7 de maio de 2009, foi um jornal diário durante 14 anos, saindo de segunda a sexta-feira. Em janeiro de 2023, passou a semanário, saindo à terça-feira. O último número saiu no dia 29 de julho de 2025 na altura da negociação de compra da Newsplex pela Media Capital. Passa então a ser uma revista inserida no "Nascer do Sol".
O i tem um formato mais pequeno do que os jornais convencionais, é totalmente a cores e é agrafado. Foi distinguido com os prémios "Melhor Jornal Europeu" de 2009, atribuído pela European Newspaper Award, e "Jornal mais bem desenhado da Península Ibérica" de 2009, atribuído pela Society for News Design - España, concurso onde ganhou um total de 31 prémios. Em outubro de 2010, o jornal britânico The Guardian considerou que o i era um jornal inovador
A 5 de novembro de 2020, o jornal passou a ter um novo logotipo, que acrescentou um N ao i apresentado até então. Foi igualmente acrescentada a palavra "iNEVITÁVEL" ao logotipo, que aparece escrita sobre o mesmo, na vertical.

## História
O jornal i foi criado pelo Grupo Lena, que o vendeu em 2011 ao empresário Jaime Antunes. Manuel Cruz, fundador e proprietário da gráfica Sogapal, comprou o jornal em 2012. A Newshold, uma empresa angolana detentora do jornal SOL controlada por Álvaro Sobrinho, adquiriu a publicação em 2014. 
Em 2015, Álvaro Sobrinho (que entretanto fora afastando todos os outros acionistas angolanos), uma vez livre da comissão de inquérito ao caso BES – BESA, decidiu fechar os jornais Sol e i, encerrando as respetivas empresas, e mantendo apenas a Newshold SGPS. Nessa altura, Álvaro Sobrinho comprometeu-se a financiar o arranque de uma nova empresa, criada e integralmente detida por Mário Ramires, até então administrador da Newshold, a Newsplex, que continuaria com projeto jornalístico de editar e publicar os jornais Sol e i se os trabalhadores que voluntariamente quisessem passar para a nova empresa prescindissem de indemnizações a que teriam direito. 
Nesse sentido, realizou-se um plenário de trabalhadores em 30 de novembro de 2015, cuja versão áudio foi publicada na internet para desmentir todas as versões que estavam a ser publicadas e que falavam de violação de direitos dos trabalhadores. E como foi dito por Mário Ramires nesse plenário, os acionistas angolanos liderados por Álvaro Sobrinho comprometeram-se com ele a pagar as indemnizações a todos os trabalhadores que a quisessem (o que veio a acontecer), todos as responsabilidades existentes com o Estado (o que infelizmente não cumpriram) e com todos os fornecedores (o que também e lamentavelmente não cumpriram).
Os trabalhadores que aceitaram (cerca de 70 de um total de 120), passaram a fazer parte dos quadros da Newsplex e os jornais começaram a ser editados e publicados a partir de 16 de janeiro de 2016.
Apesar de Álvaro Sobrinho também não ter cumprido com o prometido financiamento do novo projeto, a Newsplex conseguiu resistir apenas e só com o resultado das vendas dos seus jornais e das parcerias estabelecidas em termos de publicidade, o que é um caso único no meio jornalístico nacional.
Em julho de 2022, a Alpac Capital, de Pedro Vargas David e Luís Santos, formalizou a compra do Nascer do Sol e do i. Mário Ramires, ex-proprietário e diretor dos títulos, mantém-se na liderança editorial.
Desde a associação ao Nascer do Sol, passou a dar mais destaque a opiniões de tendência política de direita.
Em julho de 2025, foi anunciado que o Jornal i passa a revista que será distribuída com o Nascer do Sol e muda de direção e proprietários.

## Prémios
| Ano  | Prémio           | Categoria | Trabalho                     | Resultado | Nota            |
| ---- | ---------------- | --------- | ---------------------------- | --------- | --------------- |
| 2015 | Unicórnio Voador | Grafonola | Artigos sobre homeopatia     | Venceu    | Prémio satírico |
| 2024 | Unicórnio Voador | Grafonola | Edição dedicada à astrologia | Indicado  | Prémio satírico |